# Hotel Carlemany
L'Hotel Carlemany és un establiment hoteler i balneari de la parròquia andorrana d'Escaldes-Engordany. Està situat al número 4 de l'avinguda Carlemany d'Escaldes. L'edifici està protegit com a bé immoble inventariat per la seva significació en l'arquitectura de granit del principat.
Les obres de construcció es van iniciar l'any 1948. Utilitza com a material el granit disposat en forma de niu d'abella força irregular. Aixecat a partir d'una marcada planta rectangular, és un volum arquitectònic d'importants dimensions, que destaca en el paisatge urbà d'Escaldes. Està format per una planta baixa, tres pisos destinats a habitacions i golfes caputxines. D'aquesta construcció cal comentar el marcat sentit estètic de la façana principal, definida per la composició simètrica i l'alternança de finestres i balconades. Les finestres s'obren a partir d'arcs de mig punt i estan emmarcades per maó; la combinació d'aquests dos materials (maó i granit) crea un joc visual que contribueix a l'embelliment estètic de l'edifici.
L'Hotel Carlemany és un dels exemplars més representatius de l'anomenada arquitectura de granit i s'inscriu dins del conjunt dels hotels balnearis. A més dels valors arquitectònics, destaca per ser un dels testimonis del naixement d'una nova economia centrada en els serveis i el sector terciari que aprofita, a més, l'auge del turisme termal.